# Rugby 7 en los Juegos Centroamericanos y del Caribe
El Campeonato de rugby 7 es una de las disciplinas deportivas por equipos que se han incluido formalmente desde 2010 en los Juegos Centroamericanos y del Caribe.

## Historia
Se disputó por primera vez en Mayagüez 2010, en la XXI edición de los Juegos. En esa oportunidad participaron 4 selecciones de Sudamérica Rugby y 6 de Rugby Americas North en la que se incluyó a la selección mexicana. En Veracruz 2014 se incluiría en la rama femenina con doble oro para la debutante Colombia.

## Torneo masculino

### Ediciones
| Evento             | Oro          | Plata        | Bronce            |
| ------------------ | ------------ | ------------ | ----------------- |
| Mayagüez 2010      | Guyana       | Jamaica      | México            |
| Veracruz 2014      | Colombia     | México       | Trinidad y Tobago |
| Barranquilla 2018  | Colombia     | México       | Jamaica           |
| San Salvador 2023  | Colombia     | Jamaica      | México            |
| Santo Domingo 2026 | A disputarse | A disputarse | A disputarse      |

### Medallero
Actualizado San Salvador 2023
| Núm. | País              | Oro | Plata | Bronce | Total |
| ---- | ----------------- | --- | ----- | ------ | ----- |
| 1    | Colombia          | 3   | 0     | 0      | 3     |
| 2    | Guyana            | 1   | 0     | 0      | 1     |
| 3    | México            | 0   | 2     | 2      | 4     |
| 4    | Jamaica           | 0   | 2     | 1      | 3     |
| 5    | Trinidad y Tobago | 0   | 0     | 1      | 1     |
|      | Total             | 4   | 4     | 4      | 12    |

## Torneo femenino

### Ediciones
| Evento             | Oro          | Plata        | Bronce       |
| ------------------ | ------------ | ------------ | ------------ |
| Veracruz 2014      | Colombia     | Venezuela    | México       |
| Barranquilla 2018  | Colombia     | Venezuela    | México       |
| San Salvador 2023  | Colombia     | México       | Venezuela    |
| Santo Domingo 2026 | A disputarse | A disputarse | A disputarse |

### Medallero
Actualizado San Salvador 2023
| Núm. | País      | Oro | Plata | Bronce | Total |
| ---- | --------- | --- | ----- | ------ | ----- |
| 1    | Colombia  | 3   | 0     | 0      | 3     |
| 2    | Venezuela | 0   | 2     | 1      | 3     |
| 3    | México    | 0   | 1     | 2      | 3     |
|      | Total     | 3   | 3     | 3      | 9     |